# Cut the Crap
Cut the Crap je posljednji studijski album grupe The Clash izdan krajem 1985. godine. Na njemu nema Mick Jonesa, jednog od osnivača grupe koji je izbačen iz grupe dvije godine ranije. Smatra se uvjerljivo najslabijim albumom u njihovoj karijeri te se niti jedna pjesma s albuma, osim "This Is England", ne pojavljuje na kasnijim kompilacijama. 
Album je 2000. godine obnovljen i ponovno izdan, s bonus pjesmom "Do It Now". 

## Popis pjesama
1. "Dictator" – 3:00
2. "Dirty Punk" – 3:11
3. "We Are The Clash" – 3:02
4. "Are You Red..Y" – 3:01
5. "Cool Under Heat" – 3:21
6. "Movers and Shakers" – 3:01
7. "This Is England" – 3:49
8. "Three Card Trick" – 3:09
9. "Play to Win" – 3:06
10. "Fingerpoppin'" – 3:25
11. "North and South" – 3:32
12. "Life is Wild" – 2:39
13. "Do It Now" - 3:08 *

- bonus pjesma na izdanju iz 2000. godine

## Top ljestvice

### Albuma
| Godina | Ljestvica                 | Pozicija |
| ------ | ------------------------- | -------- |
| 1985.  | UK Albums Chart           | #16      |
| 1985   | U.S. Billboard Pop Albumi | #88      |

## Izvođači
- Joe Strummer - vokal
- Nick Sheppard - gitara, vokal
- Paul Simonon  - bas-gitara
- Mickey Gallagher - sintisajzer, klavijature
- Pete Howard - Bubnjevi

## Vanjske poveznice
- allmusic.com - Cut the Crap